# Pallenjaure
Pallenjaure är en sjö i Jokkmokks kommun i Lappland och ingår i Luleälvens huvudavrinningsområde. Sjön har en area på 0,339 kvadratkilometer och ligger 324,1 meter över havet. Pallenjaure ligger i Jelka-Rimakåbbå Natura 2000-område.

## Delavrinningsområde
Pallenjaure ingår i det delavrinningsområde (741970-166295) som SMHI kallar för Mynnar i Tuorpunjåkkå. Medelhöjden är 424 meter över havet och ytan är 48,27 kvadratkilometer. Det finns inga avrinningsområden uppströms utan avrinningsområdet är högsta punkten. Vattendraget som avvattnar avrinningsområdet har biflödesordning 4, vilket innebär att vattnet flödar genom totalt 4 vattendrag innan det når havet efter 209 kilometer. Avrinningsområdet består mestadels av skog (81 procent) och sankmarker (18 procent). Avrinningsområdet har 0,34 kvadratkilometer vattenytor vilket ger det en sjöprocent på 0,7 procent.